# 수드라!!
수드라!!(일본어: 水ドラ!!)는 TBS 텔레비전 계열에서 매주 수요일의 드라마이다.

## 작품 소개
- 《과자의 집》
- 《악당들은 천리를 달린다》
- 《부스지마 유리코의 적나라 일기》
- 《사폐 -DEATH CASH-》
- 《콕 경부의 만찬회》
- 《렌탈의 사랑》
- 《3명 파파》
- 《와니토카게기스》